# Savý papír

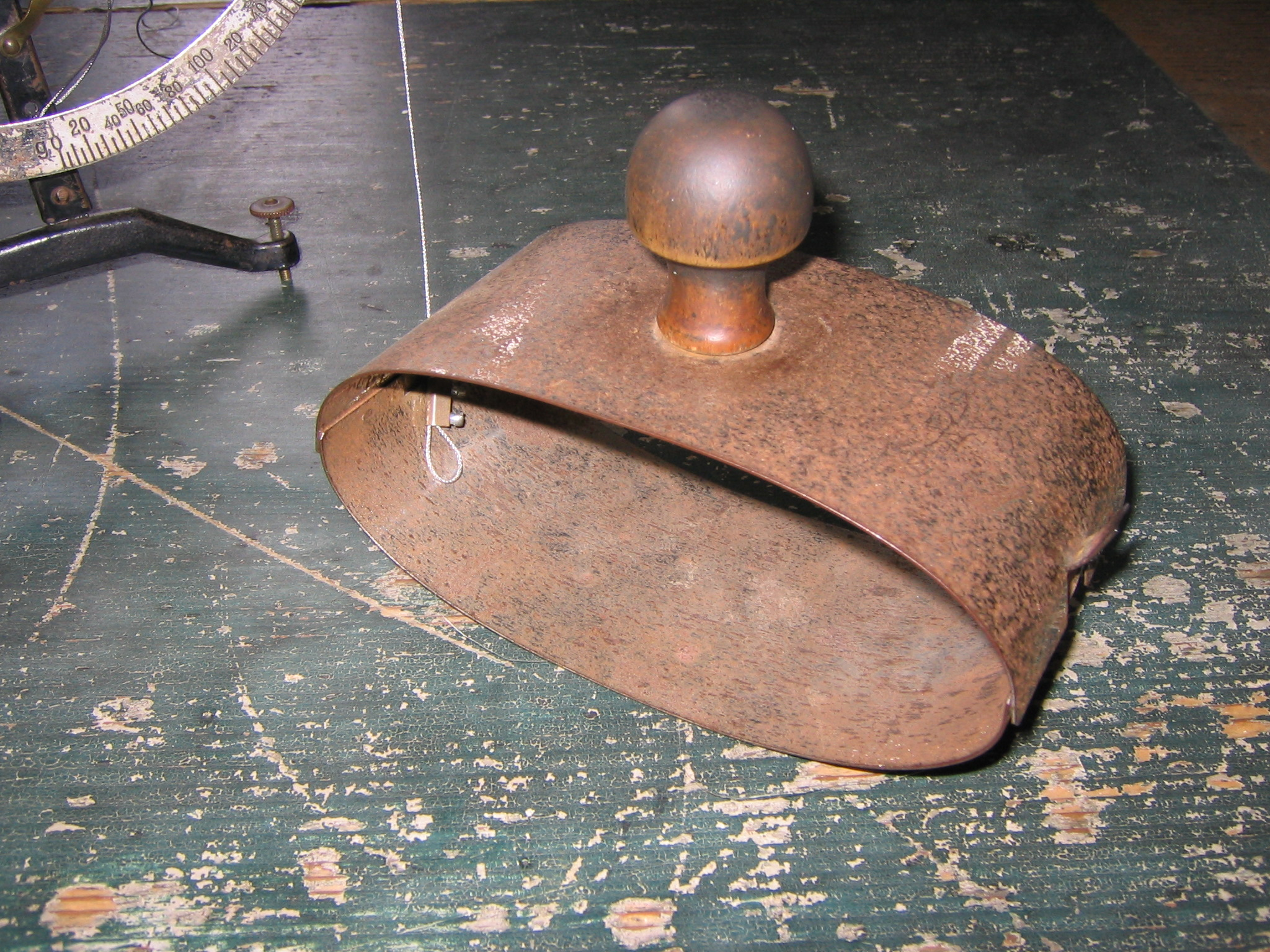
držák na savý papír

Savý papír (hovorově piják) je druh papíru určený k nasávání zejména přebytečného inkoustu a inkoustových skvrn (kaněk) z plnicího pera, nebo k osušení čerstvého zápisu (např. při podpisech smluv apod.). Dříve býval výbavou školních sešitů žáků, standardně umísťován za poslední stránku.
Pro snadnější manipulaci se savé papíry uchytávaly do speciálních držáků obloukových tvarů, které na bázi kolébavého pohybu umožnily postupný přítlak na podložku bez rizika posunutí papíru a tím pádem rozmazání vysušovaného podkladu.
Nejčastější barvou pijáků je růžová, objevují se i jiné pastelové barvy. Jakost pijákového papíru není stěžejní, proto se používá i méně kvalitní (downcyklovaný) papír.